# Нешънъл Джиографик
 За телевизионния канал вижте Нешънъл Джиографик (телевизионен канал).  
Нешънъл Джиографик (на английски: National Geographic) е американско месечно списание, публикувано от Нешънъл Джиографик Партнърс. Списанието е основано през 1888 г. като научно списание, девет месеца след създаването на дружеството, но сега е научнопопулярно списание. През 1905 г. започва да включва снимки, стил, с който става добре известно. Първите цветни снимки се появяват през 1910 г. По време на Студената война списанието се ангажира да представя балансиран поглед върху физическата и човешката география на страните отвъд Желязната завеса. По-късно списанието става открито по проблемите на околната среда.
До 2015 г. списанието е изцяло собственост и се управлява от Националното географско дружество. От 2015 г. контролният пакет акции се държи от Нешънъл Джиографик Партнърс.
Темите на статиите обикновено се отнасят до география, история, природа, наука и световна култура. Списанието е добре известно със своя отличителен външен вид: дебел лъскав формат с квадратна подвързия и жълта правоъгълна рамка. Допълненията към карти от Нешънъл Джиографик Мапс са включени в абонаментите и се предлагат в традиционно печатно издание и интерактивно онлайн издание за абонатите от Съединените щати.
От 1995 г. списанието се разпространява по целия свят в почти четиридесет издания на местни езици и има глобален тираж от най-малко 6,5 милиона на месец, включително 3,5 милиона в САЩ, спад от около 12 милиона от края на 80-те години. Към 2015 г. списанието е спечелило 25 награди.
Към октомври 2022 г. неговата страница в Инстаграм има 243 милиона последователи, най-много от всички акаунти, които не принадлежат на отделна знаменитост. Тиражът на списанието към 31 декември 2023 г. е около 570 000.
През 2023 г. Нешънъл Джиографик освобождава всички автори и ще спре продажбите си по будките за вестници в САЩ през следващата година.

## История
Първият брой на списание Нешънъл Джиографик е публикувано на 22 септември 1888 г., девет месеца след основаването на дружеството. Първоначално е строго научно списание, достигащо 165 читатели; през 2010 г. достига до 40 милиона читатели ежемесечно. Започвайки с публикуването през януари 1905 г. на няколко снимки на Тибет на цяла страница, списанието започва да преминава от текстово-ориентирано издание към включващо обширно картинно съдържание. До 1908 г. повече от половината страници на списанието съдържат снимков материал. Снимката на корицата на 12-годишно афганистанско момиче Шарбат Гула от юни 1985 г., заснета от фотографа Стив Маккъри, се превръща в една от най-разпознаваемите снимки на списанието.
Нешънъл Джиографик Кидс, детската версия на списанието, стартира през 1975 г. под името Нешънъл Джиографик Уърлд.
В своя пик в края на 80-те години списанието има 12 милиона абонати в Съединените щати и още милиони по света.
През септември 2015 г. Нешънъл Джиографик Партнърс поема управлението на списанието от Националното географски дружество, като 73% от акциите са продадени на Туенти фърст сенчъри Фокс за 725 милиона долара. През декември 2017 г. е обявена сделка от Дисни за придобиването на Туенти фърст сенчъри Фокс, включително контролния пакет акции в Нешънъл Джиографик Партнърс. Финализирането на сделката приключва през март 2019 г. Издателското звено на Ен Джи Медия е оперативно прехвърлено на Дисни Пъблишинг Уърлдуайд.
През септември 2022 г. списанието уволнява шестима от своите топ редактори. През юни 2023 г. списанието уволнява всичките си автори, преминавайки към изцяло базиран на свободна практика модел на писане, и обявява, че от 2024 г. няма да може да се купува от павилионите за вестници в Съединените щати.

## Администрация

### Главни редактори
Списанието има един-единствен „редактор“ от 1888 до 1920 г. От 1920 до 1967 г. главната редакция се ръководи от президента на Националното географско дружество. От 1967 г. списанието се ръководи от собствен редактор и/или главен редактор. Списъкът на главните редактори включва три поколения от семейство Гроувнър между 1903 и 1980 г.
- Гилбърт Хови Гроувнър	(1875–1966): главен редактор (февруари 1903 – януари 1920); управляващ редактор (септември 1900 – февруари 1903); помощник-редактор (май 1899 – септември 1900)
- Джон Оливър Ла Горс (1879–1959): май 1954–януари 1957, президент на дружеството по същото време
- Мелвил Бел Гроувнър (1901–1982): януари 1957–август 1967
- Фредерик Г. Восбург (1905–2005): август 1967–октомври 1970
- Гилбърт Мелвил Гроувнър (1931–): октомври 1970–август 1980
- Уилбър Е. Гарет: август 1980–април 1990
- Уилям Грейвс: април 1990–декември 1994
- Уилям А. Алън: януари 1995–декември 2004
- Крис Джонс (1951–): януари 2005–ноември 2015
- Сюзън Голдбърг: ноември 2015–април 2022
- Нейтън Лъмп: септември 2022–настояще

## Статии
По време на Студената война списанието се ангажира да представя балансиран поглед върху физическата и човешката география на страните отвъд Желязната завеса. Списанието отпечатва статии за Берлин, Австрия, Съветския съюз и комунистически Китай, които умишлено омаловажават политиката, за да се съсредоточат върху културата. В своето отразяване на космическата надпревара Нешънъл Джиографик се фокусира върху научните постижения, като същевременно до голяма степен избягва споменаването на връзката на надпреварата в изграждането на ядрени оръжия. Съдържа и много статии през 30-те, 40-те и 50-те години на миналия век за отделните държави и техните ресурси, заедно с допълнителни карти на всяка държава. Много от тези статии са написани от дългогодишни сътрудници като Фредерик Симпих.
След като Туенти фърст сенчъри Фокс придобива контролния пакет от акции в списанието, статиите се насочват към теми като екологичните проблеми, обезлесяването, химическото замърсяване, глобалното затопляне и застрашените видове. Включени са поредици от статии, фокусирани върху историята и разнообразните употреби на конкретни продукти като метали, скъпоценни камъни, хранителна култура или селскостопански продукт или археологическо откритие. Понякога цял месец е посветен на отделна страна, минала цивилизация, природен ресурс, чието бъдеще е застрашено, или други теми. През последните десетилетия Националното географско дружество основа други списания с различен фокус. Докато списанието включва дълги изложения в миналото, последните броеве имат по-кратки статии.

## Фотография
Освен че е добре известно със статиите си за пейзажи, история и най-отдалечените кътчета на света, списанието е признато за своето качество, подобно на книга, и високия стандарт на своята фотография. По време на мандата на президента на дружеството Александър Греъм Бел и редактора Гилбърт Хови Гроувнър за първи път е подчертано значението на илюстрацията, въпреки критиките от страна на някои членове от Управителния съвет, които смятат многото снимки за индикатор за „ненаучна“ концепция. До 1910 г. снимките се превръщат в запазена марка на списанието и Гроувнър непрекъснато търси „динамични снимки“, както ги нарича Греъм Бел, особено тези, които осигуряват усещане за движение в неподвижно изображение.
Списанието започва да представя някои страници с цветна фотография в началото на 30-те години на миналия век, когато тази технология все още е в ранна фаза на развитие. В средата на 30-те години Луис Марден (1913–2003), писател и фотограф за Нешънъл Джиографик, убеждава списанието да позволи на своите фотографи да използват така наречените „миниатюрни“ 35 mm фотоапарати „Лейка“, заредени с филм „Кодакхром“, вместо по-обемисти фотоапарати с тежки стъклени плочи, които изискват използването на стативи. През 1959 г. списанието започва да публикува малки снимки на кориците си, които по-късно се превръщат в по-големи снимки. Фотографията на Нешънъл Джиографик бързо се насочва към цифрова фотография както за своето печатно списание, така и за уебсайта си. През следващите години корицата, запазвайки жълтата си рамка, премахва рамката от дъбови листа, за да позволи снимка на цяла страница, направена за една от статиите за месеца. Изданията на Нешънъл Джиографик често се пазят от абонатите в продължение на години и се препродават в магазини като колекционерска стойност. Стандартът за фотография остава висок през следващите десетилетия и списанието все още е изпъстрено с едни от най-висококачествените снимки в света. През 2006 г. Нешънъл Джиографик стартира международен конкурс за фотография, в който участват над осемнадесет държави.

### Галерия
- Храмът Шрирангам, Индия (списание Нешънъл Джиографик, ноември 1909 г.)
- Испанска циганка (списание Нешънъл Джиографик, март 1917 г.)
- Танцьорка на кафенетата в Алжир (списание Нешънъл Джиографик, март 1917 г.)
- Портата на Джайпур в Индия (списание Нешънъл Джиографик, март 1917 г.)
- Млади орли рибари (списание Нешънъл Джиографик, април 1917 г.)
- Пазарът в Катманду (списание Нешънъл Джиографик, октомври 1920 г.)

## Издания за други страни
През 1995 г. започва да излиза първото местно издание извън САЩ – на японски език. Към 2008 г. списанието има издания на 32 езика по света – международно издание на английски език, на албански, български, гръцки, датски, иврит, индонезийски, испански (2 издания – за Испания и за Латинска Америка), италиански, традиционен и опростен китайски, корейски, немски, нидерландски, норвежки, полски, португалски (2 издания – за Бразилия и за Португалия), румънски, руски, словенски, сръбски, тайски, турски, унгарски, фински, френски, хърватски, чешки, шведски и японски език.
Българското издание на списанието започва да се печата от ноември 2005 г., а от май 2008 г. започва да излиза българско издание на „Нешънъл Джиографик Кидс“.
| Език                              | Интернет страница                                                                     | Главен редактор       | Първо издание                                     |
| --------------------------------- | ------------------------------------------------------------------------------------- | --------------------- | ------------------------------------------------- |
| Английски                         | www.nationalgeographic.com/ngm                                                        | Крис Джонс            | Октомври 1888                                     |
| Български                         | www.nationalgeographic.bg                                                             | Красимир Друмев       | Ноември 2005                                      |
| Китайски                          | www.huaxia-ng.com Архив на оригинала от 2020-06-21 в Wayback Machine.                 | Йе Нан                | Юли 2007                                          |
| Китайски (Тайвански)              | www.ngm.com.tw Архив на оригинала от 2011-06-15 в Wayback Machine.                    | Роджър Пан            | Януари 2001                                       |
| Хърватски                         | www.nationalgeographic.com.hr Архив на оригинала от 2003-08-15 в Wayback Machine.     | Хървойе Пърчич        | Ноември 2003                                      |
| Чешки                             | www.national-geographic.cz                                                            | Томаш Туречек         | Октомври 2002                                     |
| Датски                            | www.nationalgeographic.dk Архив на оригинала от 2008-12-16 в Wayback Machine.         | Карен Гун             | Септември 2000                                    |
| Нидерландски (Нидерландия/Белгия) | www.nationalgeographic.nl                                                             | Арт Арсберген         | Октомври 2000                                     |
| Финландски                        | www.nationalgeographic-suomi.com Архив на оригинала от 2009-07-29 в Wayback Machine.  | Карен Гун             | Януари 2001                                       |
| Френски                           | www.nationalgeographic.fr                                                             | Франсоа Маро          | Октомври 1999                                     |
| Немски                            | www.nationalgeographic.de                                                             | Ервин Брунер          | Октомври 1999                                     |
| Гръцки                            | www.nationalgeographic.gr Архив на оригинала от 1998-12-01 в Wayback Machine.         | Мария Атмациду        | Октомври 1998                                     |
| Унгарски                          | www.geographic.hu                                                                     | Тамаш Шлосер          | Март 2003                                         |
| Иврит                             |                                                                                       | Дафне Раз             | Юни 1998 (Издание на ортодокс. евреи: Април 2007) |
| Индонезийски                      | www.nationalgeographic.co.id                                                          | Тантьо Бангун         | Март 2005                                         |
| Италиански                        | www.nationalgeographic.it                                                             | Гуглелмо Пепе         | Февруари 1998                                     |
| Японски                           | www.nationalgeographic.jp                                                             | Хироюки Фуйита        | Април 1995                                        |
| Корейски (Южна Корея)             | www.nationalgeographic.co.kr                                                          | Кай Уонг              | Януари 2000                                       |
| Литвийски                         | www.nationalgeographic.lt                                                             | Фредерикас Янсонас    | Октомври 2009                                     |
| Норвежки                          | www.nationalgeographic.no Архив на оригинала от 2005-09-13 в Wayback Machine.         | Карен Гун             | Септември 2000                                    |
| Полски                            | www.nationalgeographic.pl                                                             | Мартина Войчеховска   | Октомври 1999                                     |
| Португалски (Бразилия)            | nationalgeographic.abril.com.br Архив на оригинала от 2009-07-07 в Wayback Machine.   | Матю Ширц             | Май 2000                                          |
| Португалски (Португалия)          | www.nationalgeographic.pt                                                             | Гонсало Перейра       | Април 2001                                        |
| Румънски                          | www.national-geographic.ro                                                            | Кристиан Ласку        | Май 2003                                          |
| Руски                             | www.national-geographic.ru                                                            | Андрей Дубровски      | Октомври 2003                                     |
| Сръбски                           | www.nationalgeographic-srbija.com Архив на оригинала от 2009-04-22 в Wayback Machine. | Игор Рил              | Ноември 2006                                      |
| Словенски                         | www.nationalgeographic.si                                                             | Мария Яворник         | Април 2006                                        |
| Испански (Латинска Америка)       | www.ngenespanol.com                                                                   | Омар Лопес            | Ноември 1997                                      |
| Испански (Испания)                | www.nationalgeographic.com.es                                                         | Йосеп Кабело          | Октомври 1997                                     |
| Шведски                           | www.nationalgeographic.se Архив на оригинала от 2008-12-18 в Wayback Machine.         | Карен Гун             | Септември 2000                                    |
| Тайски                            | www.ngthai.com                                                                        | Коуит Пхадунгруандкий | Август 2001                                       |
| Турски                            | www.nationalgeographic.com.tr                                                         | Несибе Бат            | Май 2001                                          |